# كلية دارلاستون لعلوم المجتمع
كلية دارلاستون لعلوم المجتمع، كانت سابقا مدرسة ثانوية تقع في بلدة دارلاستون بمنطقة ويست ميدلاندز، إنجلترا.

## روابط خارجية
- موقع المدرسة